# Timothy Daniel Sullivan
Timothy Daniel Sullivan (29 mai 1827 - 31 mars 1914) est un nationaliste, journaliste, homme politique et poète irlandais qui a écrit l'hymne national irlandais « God Save Ireland » en 1867. Il est lord-maire de Dublin de 1886 à 1888 et député de 1880 à 1900. 

## Politique
Sullivan est membre de la Home Rule League, soutenant Charles Stewart Parnell aux élections générales de 1880, étant « convaincu que sans autonomie gouvernementale, il ne pourrait jamais y avoir de paix, de prospérité ou de contentement en Irlande ». Il rejoint le Parti parlementaire irlandais lors de sa création en 1882. Lorsque le parti se scinde en 1891, il devient anti-parnellite jusqu'à ce que les factions nationalistes soient réunies en 1900.
Sullivan représente un certain nombre de circonscriptions à la Chambre des communes du Royaume-Uni de Grande-Bretagne et d'Irlande. Il est député de Westmeath de 1880 à 1885. En 1885, il est élu dans la circonscription nouvellement créée de Dublin College Green. Il rejoint la Fédération nationale irlandaise anti-Parnellite en 1891 et est battu par un Parnellite aux élections générales de 1892. Quatre jours plus tard, il est réélu sans opposition pour West Donegal qu'il représente jusqu'à sa retraite en 1900. 
Il est lord-maire de Dublin en 1886 et 1887. 

## Journaliste
Il possède et dirige un certain nombre de publications (The Nation, Dublin Weekly News et Young Ireland). En décembre 1887, il publie des rapports sur les réunions de la Ligue nationale irlandaise. En conséquence, il est reconnu coupable et emprisonné pendant deux mois en vertu de la loi sur les crimes. 
En plus d'avoir écrit l'hymne national irlandais « God Save Ireland », il écrit l'hymne adopté de la All-for-Ireland League : « All for Ireland ! One for all ! » et des morceaux populaires tels que Dear Old Ireland, « Song from the Backwoods" et "Michael Dwyer".

## Famille
Il est marié à Catherine (Kate) Healy, sœur de Tim Healy, premier gouverneur général de l'État libre d'Irlande en 1922. Un certain nombre de ses descendants sont connus Son fils Timothy est juge en chef d'Irlande de 1936 à 1946. Sa fille Frances est une militante de langue irlandaise à Craobh an Chéitinnigh, la branche Keating de la Ligue gaélique (Conradh na Gaelige). Sa fille Anne (qui a seize enfants) est la mère de l'homme politique Kevin O'Higgins, l'une des personnalités politiques dominantes des années 1920. L'arrière-petit-fils de Sullivan, Tom O'Higgins, est juge en chef d'Irlande de 1974 à 1985.
Son frère, Alexander Martin Sullivan (en), auteur de New Ireland et fervent nationaliste constitutionnel et culturel, est propriétaire et rédacteur en chef de The Nation après Gavan Duffy et avant Timothy Daniel Sullivan.